# Antonio Galdeano Benítez
Antonio Galdeano Benítez (Màlaga, 14 de febrer de 1984) més conegut com a Apoño, és un exfutbolista andalús, que ocupava la posició de migcampista.

## Trajectòria
Comença la seua carrera a l'equip de la UD San Pedro. El 2004 recala a la UD Marbella, de Segona B, on roman tres temporades.
El juliol de 2007 fitxa pel Màlaga CF, llavors en la categoria d'argent. Eixe any disputa 31 partits, sent titular i assolint l'ascens a final de temporada. La temporada 08/09, a primera divisió, qualla una gran campanya, en la qual marca 9 gols en 32 partits.